# Berrocalejo
Berrocalejo és un municipi de la província de Càceres, a la comunitat autònoma d'Extremadura (Espanya). Limita amb El Gordo i Valdeverdeja.